# وادي طميلات

قناة الفراعنة التي تلت وادي طميلات

وادي طميلات (مصر القديمة)، يبلغ طوله 50 كيلو متر (31 ميلاً) من وادي النهر الجاف (الوادي) إلى الشرق من دلتا النيل. في عصورماقبل التاريخ كان موزعاً لنهر النيل. يبدأ من منطقة الإسماعيلية الحديثة وتستمر من هناك إلى الغرب.
في العصور القديمة كان هذا شريان اتصال رئيسي لتجارة القوافل بين مصر ويشير إلى الشرق وتم بناء قناة الفراعنة هناك. لايزال هناك القليل من الماء يتدفق على طول الوادي.
ويعتقد أن الاسم العربي «وادي طميلات» يعكس الوجود في المنطقة لمعبد مهم للإله اتوم في العصور القديمة (تم تغيير الاسم المصري القديم«بيت أتوم» بمرور الوقت إلى «طميلات» وكذلك في بيثوم.

## علم الآثار
وادي طميلات يحتوي على أنقاض العديد من المستوطنات القديمة. أقدم موقع تم التنقيب فيه هو كفر حسن داوود، والذي يعود إلى فترة ماقبل الأسرات المبكرة، في أواخر عصر المملكة المصرية الحديثة، كان هناك موقع محصن جيداً في تل الرطبة. ولكن بعد ذلك في فترة سلالة الأسرة السادسة والعشرون، تم نقل المستوطنة الرئيسية والقلعة شرقاً إلى تل المسخطة على بعد 12 كم (7.5 ميل) فقط إلى الشرق.
بدأ المشروع الطموح لقطع قناة صالحة للملاحة نيكو الثاني (595 - 610) قبل الميلاد من الفرع البيلوسي للنيل إلى البحر الأحمر ولكن ربمالم يكتمل المشروع، كانت قناة نيكو أول نذير لقناة السويس، وتمر عبر وادي طميلات. فيما يتعلق بنشاط جديد أسس نيكو مدينة جديدة وهيبير تيمو تجيكو والتي تترجم بأسم «بيت أتوم تجيكو» في تل المسخطة.
حوالي عام 1820 جلب الحاكم العثماني لمصر محمد علي باشا 500 سوري إلى الوادي وقام بتجهيزهم بالحيوانات واليد العاملة لبناء 1000 ساقية لزراعة أشجار التوت لتربية دودة القز. تم إصلاح نظام الري بتنظيف وتعميق القنوات الموجودة. تم توفير العمل من خلال إجبارالفلاحين على العمل.
كما يرتبط تل الشقافية في الوادي بالقناة وتشغيلها ويعود موقع تل الجبل في الغالب إلى العصر الروماني.
يعود موقع تل الجبل في الغالب إلى العصر الروماني.
في عام 1930 أجرى فريق من المعهد الألماني بالقاهرة مسحًا لوادي طميلات. في وقت لاحق، تم اكتشاف بعض مقابر الهكسوس في منطقة تل الصحابة.

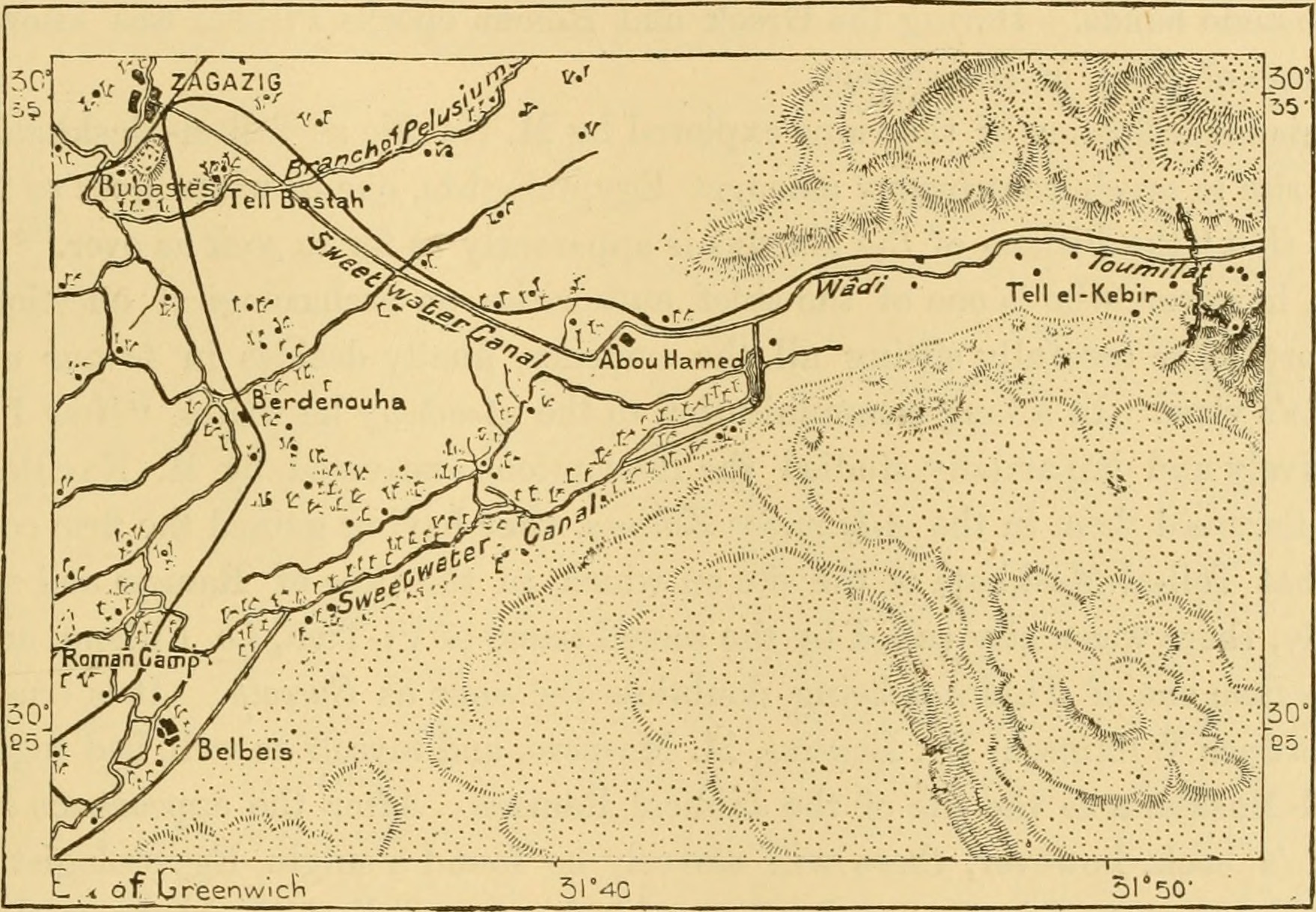
وادي طميلات

### مشروع وادي طميلات
تم تنفيذ الحفريات الحديثة في تل المسخطة من قبل جامعة تورنتو «مشروع وادي طميلات» تحت إشراف جون هولاداي. لقد عملوا على مدارخمسة مواسم بين عامي 1978 و 1985.
تم تحديد ما يصل إلى 35 موقعًا ذات أهمية أثرية في الوادي. الثلاثة الكبار في الوادي هم تل المسخطة وتل الرطبة وتل الشقافية.
قام عالم الآثار هانز جويديك من جامعة جونز هوبكنز بالتحقيق في تل الرتابة.

## مراجع التوراة

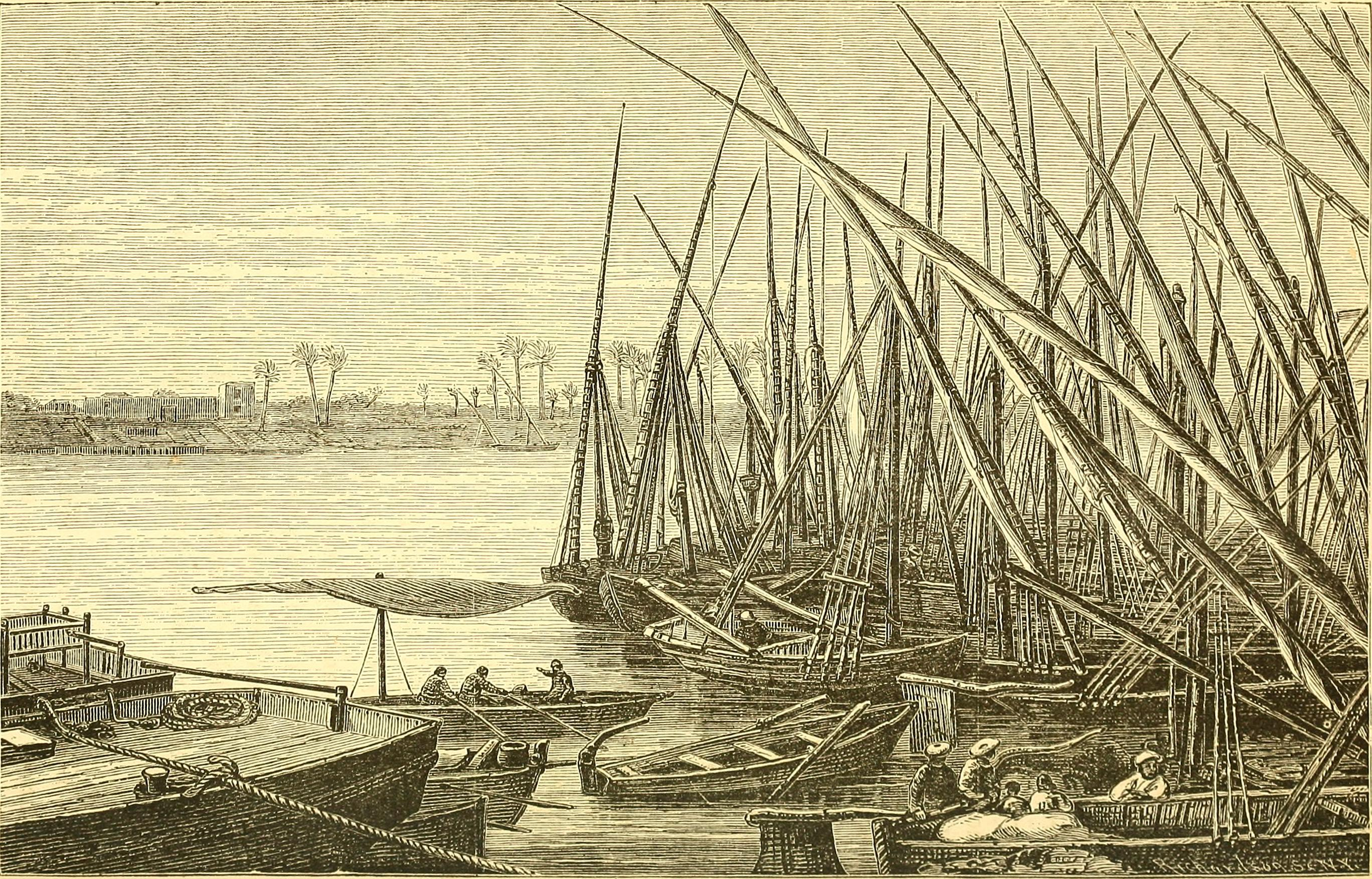
رحلات ويليام إتش سيوارد حول العالم (1873) (14598126840)